# Colegio Oficial de Médicos de Valladolid
El Ilustre Colegio Oficial de Médicos de Valladolid (ICOMVA), integrado en la Organización Médica Colegial, es una corporación de derecho público amparada por la Constitución, con estructuras democráticamente constituidas, de carácter representativo y personalidad jurídica propia, independiente de las Administraciones Públicas, de las que no forma parte integrante. Todos los licenciados en medicina que ejerzan la profesión dentro del ámbito territorial de la provincia de Valladolid en cualquiera de sus modalidades, sea de forma independiente o al servicio de cualquier entidad pública o privada, tienen obligación de estar colegiados en su colegio profesional.

## Sedes

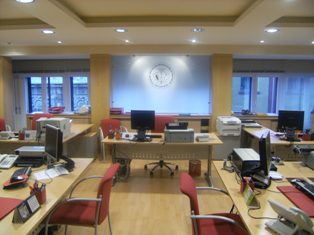
Oficinas de la Sede actual del Colegio Oficial de Médicos de Valladolid

La sede actual del Colegio de Médicos de Valladolid se encuentra situada en la ciudad de Valladolid, en la C/ Pasión n.º 13, piso 3º, siendo ésta su ubicación desde su inauguración el 3 de mayo de 1969. 
A lo largo de la historia de la organización, ha tenido múltiples sedes: 
- Cátedra de Fisiología de la Facultad de Medicina de la Universidad de Valladolid (1912).
- Círculo de Calderón en el Teatro Calderón en Valladolid (1916 y 1917).
- Calle Fray Luis de León n.º 19 en Valladolid (1917).
- Calle del Salvador n.º 14 en Valladolid (1926-1944), actualmente Servicio Territorial de Agricultura y Ganadería de la Junta de Castilla y León (Calle del Santuario n.º 14).
- Calle Calixto Fernández de la Torre n.º 8 en Valladolid (1944-1967)
- Plaza de España n.º 3 en Valladolid (1967-1969)

## Emblema
El emblema del Colegio Oficial de Médicos de Valladolid consta de una barra con hojas que sujeta una corona, a ambos lados dos pergaminos con formas y trozos enroscados que soportan dos figuras ovaladas remarcadas con doble línea; en la de la derecha se ve el bastón con nudos con la serpiente enroscada, distintivo de la medicina; en la de la izquierda y dentro de otra figura ovalada las llamas que figuran en el escudo de Valladolid, entre las dos figuras ovaladas hay tres signos a cada lado en forma de H y dos en forma de copa situados una arriba y otro abajo. Todo ello se rodea con un círculo figurando en su entorno la leyenda "Colegio Oficial de Médicos de la provincia de Valladolid". Finalmente se cierra todo ello con otro círculo.

## Representación
Corresponde al Colegio Oficial de Médicos de Valladolid la representación exclusiva de la profesión médica y de la actividad profesional de los colegiados y la defensa de los intereses profesionales de los mismos dentro de su ámbito provincial de actuación (provincia de Valladolid, España).
| Edad               | Total | Mujeres | Hombres |
| ------------------ | ----- | ------- | ------- |
| Todos              | 3.378 | 1.746   | 1.632   |
| Menores de 35 años | 641   | 455     | 186     |
| De 35 a 44 años    | 535   | 358     | 177     |
| De 45 a 54 años    | 633   | 379     | 254     |
| De 55 a 64 años    | 994   | 449     | 545     |
| De 65 a 69 años    | 238   | 63      | 175     |
| De 70 y más años   | 337   | 42      | 295     |

## Fines
- La ordenación del ejercicio de la profesión médica, la representación exclusiva de la misma y la defensa de los intereses profesionales de los Colegiados en el ámbito de su competencia y de acuerdo con el marco que establecen las leyes, sin perjuicio de la competencia de la Administración Pública por razón de la relación funcionarial o estatutaria.[3]
- La salvaguarda y observancia de los principios éticos y deontológicos de la profesión médica y de su dignidad y prestigio, vigilando el cumplimiento del Código de Ética y de Deontología Médica Archivado el 11 de junio de 2017 en Wayback Machine. de la Organización Médica Colegial y también, en su caso, del Código Deontología del Consejo de Colegios Profesionales de Médicos de Castilla y León.
- La adopción de las medidas necesarias para evitar el intrusismo profesional.
- La colaboración con los poderes públicos y organismos oficiales y privados en la consecución del derecho a la protección de la salud y en la más eficiente, justa y equitativa regulación de la asistencia sanitaria y del ejercicio de la Medicina dentro de su ámbito territorial, velando para que la actividad profesional médica se adecue a los intereses de los ciudadanos.
- Cuantos fines le corresponde conforme a las Leyes de Colegios Profesionales, tanto Estatal (Ley 2/1974, de 13 de febrero, sobre Colegios Profesionales) como de la Comunidad Autónoma de Castilla y León ( Ley 8/1997, de 8 de julio, de Colegios Profesionales de Castilla y León).
- La promoción de la constante mejora de los niveles científico, cultural, económico y social de los Colegiados, a cuyo efecto podrá organizar y mantener toda clase de actividades, instituciones y sistemas de previsión y protección social.
- La dedicación constante a la actualización profesional de sus Colegiados a través de cursos y otras actividades de Formación Médica Continuada, bien directamente o en colaboración con la Administración Pública, Estatal o Autonómica, y con instituciones públicas o privadas, para lo que se establecerán los oportunos convenios o acuerdos.

## Publicaciones

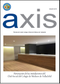
Portada de la revista AXIS

Las primeras publicaciones del Colegio de Médicos de Valladolid aparecen en la revista médica El Siglo Médico (fundada en 1854).
La primera publicación propia en su totalidad fue el Boletín del Colegio Provincial de Médicos de Valladolid, cuyo primer número vio la luz el 1 de diciembre de 1895. En 1917 cambió de nombre, pasándose a llamar Boletín del Colegio Oficial de Médicos de la Provincia de Valladolid, no conociéndose con exactitud el momento en que cesó su publicación (siendo el último número en posesión del Colegio Oficial de Médicos de Valladolid el correspondiente a diciembre de 1934).
De forma paralela, entre los años 1910 y 1930 se publicó el Boletín de la Clínica Castellana, fruto de la colaboración entre importantes docentes médicos de la Universidad de Valladolid, y con la participación en la redacción de miembros del Colegio de Médicos de Valladolid.
En junio de 1963 nace una Hoja Informativa del Colegio con el nombre "PULSO", de publicación mensual. En julio de 1963 se le ha de cambiar el nombre por "AXIS", debido a que dicho nombre ya existía en el registro de prensa. En junio de 1973 cesó su publicación, siendo retomada de nuevo en diciembre de 1988, bajo el mismo nombre, aunque en forma de revista de publicación bimensual; formato que se mantiene en la actualidad.

## Órganos de gobierno
Los órganos de gobierno del Colegio Oficial de Médicos de Valladolid son:
- La Asamblea General de Colegiados
- La Junta Directiva[4]

### Asamblea General de Colegiados
La Asamblea General de Colegiados es el órgano supremo de la representación colegial y a la misma deberá dar cuenta de su actuación la Junta Directiva.
Los acuerdos tomados en Asamblea General son vinculantes para todos los colegiados.

### Junta directiva
La Junta Directiva en su totalidad es elegida por votación directa, secreta y no delegable. Todos los nombramientos de cargos de la Junta Directiva tendrán un mandato de actuación de cuatro años. La Junta Directiva actual[actualizar] fue elegida en el mes de mayo de 2014, y está compuesta por los siguientes miembros:
Comisión Permanente
- Presidente: Dr. José Antonio Otero Rodríguez
- Vicepresidente 1: Dr. Juan del Río Hortega Bereciartu
- Vicepresidente 2: Dr. José Manuel Marugán de Miguelsanz
- Secretario General: Dr. José Luis Almudí Alegre
- Vicesecretario: Dr. Alberto Verrier Hernández
- Tesorero: Dr. Luis Quintero González

Vocalías de Sección colegial
- Representante Sección de Médicos de Hospitales: Dr. Félix del Campo Matías
- Representante Sección de Médicos de Atención Primaria Urbana: Dr. Miguel Ángel Díez García
- Representante Sección de Médicos de Atención Primaria Rural: Dr. Roberto García Barbadillo
- Representante Sección de Médicos de Administraciones Públicas: Dra. María Eugenia Fernández Rodríguez
- Representante Sección de Médicos de Medicina Privada por Cuenta Propia: Dra. Adela López Tabera
- Representante Sección de Médicos de Medicina Privada por Cuenta Ajena: Dra. Rosa María Pérez Nava
- Representante Sección de Medicina del Trabajo: Dr. Fernando Rescalvo Santiago
- Representante Sección de Médicos Especialistas en Terapias Médicas no Convencionales: Dra. María Dolores Tremiño San Emeterio
- Representante Sección de Médicos en Formación y/o Postgrado: Dra. Alicia Córdoba Romero
- Representante Sección de Médicos Jubilados: Dr. Ramiro Cerdá Gómez
- Representante Sección de Médicos en Empleo Precario: Dr. Raúl de la Cruz Marcos

## Presidentes del ICOMVA
- (1894-1897) Antonio Alonso Cortés
- (1897) Salvino Sierra y Val
- (1898-1900) José Romero Gilsanz
- (1901) Pedro Vaquero Concellón
- (1901-1914) Luciano Clemente Guerra
- (1915-1916) Isidoro de la Villa y Sanz
- (1916-1917) Luis Diez Pinto
- (1918-1920) Pedro Zuloaga Mañueco
- (1920) Enrique Suñer Ordóñez
- (1920-1922) Isidoro de la Villa y Sanz (y unos meses de 1924)
- (1925-1926) Ramiro Valdivieso del Villar
- (1927-1928) Pedro Zuloaga Mañueco
- (1929-1930) Ildefonso Lozano Hernández
- (1931-1934) Ezequiel Cuadrado Escudero
- (1934-1936) José María Diez Crespo
- (1937-1946) Marcelino Gavilán Bofill
- (1946-1948) Vicente González Calvo
- (1948-1962) Blas Sierra Rodríguez
- (1962-1976) Ramón Velasco Alonso
- (1976-1981) José María Quemada Sisniega
- (1982-2006) Miguel García Muñoz
- (2006-2010) Francisco Javier Arroyo García
- (2010-2018) José Antonio Otero Rodríguez
- (2018- actualidad) José Luis Almudí Alegre